# 灵源大道歌
靈源大道歌按道教学者陈撄宁考定为宋徽宗時期女真人曹文逸所作。道藏輯要中題曰至真歌。注重神氣，“神是性兮气是命，神不外驰气自定”，無鉛汞龍虎等代名詞。羅浮山志云：“宣和中，有曹仙姑居京城。明於丹術。嘗作大道歌。”